# ناحیه سانگر، شهرستان کلی، ایلینوی
ناحیه سانگر، شهرستان کلی، ایلینوی (به انگلیسی: Songer Township) یک منطقهٔ مسکونی در ایالات متحده آمریکا است که در شهرستان کلی، ایلینوی واقع شده‌است. ناحیه سانگر ۳۴۲ نفر جمعیت دارد و ۱۶۳ متر بالاتر از سطح دریا واقع شده‌است.